# Цветков, Николай Васильевич
Никола́й Васи́льевич Цветко́в (16 января 1862, Москва — март 1942, Москва) — протоиерей Православной Российской Церкви, настоятель московского храма Покрова Пресвятой Богородицы на Варварке (1914—1929), член Поместного Собора 1917 года.

## Биография
Родился в семье священника. Окончил Заиконоспасское духовное училище (1876), Московскую духовную семинарию (1882) и Московскую духовную академию со степенью кандидата богословия (1886).
Обвенчан с дочерью священника Капитолиной Петровной Орловой; их дочь — Анастасия.
Иерей в московском храме Покрова Пресвятой Богородицы на Варварке, законоучитель в Красносельском мужском училище и Синодальном училище церковного пения (1888), 2-м Зарядском женском городском училище (1905) и Петровско-Мясницком мужском начальном училище (1907).
Член правления Московской духовной семинарии (1912).
Протоиерей, настоятель московского храма Покрова Пресвятой Богородицы на Варварке (1914).
Выступал на собраниях Комиссии по церковным и вероисповедальным вопросам при «Союзе 17 октября», участвовал в организации помощи голодающим (1911), открытии и содержании столовых для населения Москвы, заведующий хозяйственной частью Листвянского госпиталя имени Зиминой (1915).
Председатель Исполнительного комитета Объединённого духовенства Московской епархии, член Комитета московских общественных организаций, организатор и товарищ председателя Всероссийского съезда духовенства и мирян, председатель Хозяйственной комиссии по подготовке к Поместному Собору, работал в I отделе Предсоборного совета (1917).
В 1917—1918 годах член Поместного Собора Православной Российской Церкви как член Предсоборного совета, участвовал во всех трёх сессиях, член II, III, V, VI, VII, VIII отделов.
С января 1918 года товарищ председателя Совета объединённых приходов Москвы и губернии. В июне на полмесяца заключён в тюрьму по подозрению в принадлежности к кадетской партии.
В 1920 году «за принадлежность к Союзу приходских советов Московской епархии» приговорён к 5 годам заключения, через 3 месяца освобождён.
С 1921 года представитель патриарха в Помголе, соавтор патриарших воззваний к верующим по поводу изъятия церковных ценностей.
В 1925 году на 2 месяца заключён в тюрьму.
В 1929 году за «систематические проповеди в церкви антисоветского характера» приговорён к 3 годам концлагеря. Срок отбывал в Соловецком лагере особого назначения, затем сослан в город Сухиничи Западной области.
С 1934 года жил в Москве. Похоронен на Пятницком кладбище.
Награждён набедренником (1892), скуфьей (1895), камилавкой (1902), наперсным крестом (1910), орденом Святой Анны 3-й степени (1915), знаком Красного Креста (1916), палицей (1919).

## Сочинения
- Донесение Синоду // ГАРФ. Ф. 3431. Оп. 1. Д. 533. Л. 76-77 об.
- Объяснение апостольского чтения на молебне во дни брани // Кормчий. 1905. № 6.
- О приходе. СПб., 1907.
- Необходимо христианское воспитание и образование людей // Раннее утро. 1916. 17 января.